# Municipio de Garzón
El municipio de Garzón y José Ignacio es uno de los ocho municipios del departamento de Maldonado, en Uruguay. Fue creado por la Ley N.º 18.653 del 15 de marzo de 2010.

## Territorio
El municipio se encuentra localizado en la zona este del departamento de Maldonado. Cuenta con un área de 719 km² (15% del área departamental) y una población aproximada de 1020 habitantes (0,62% de la población departamental).

### Localidades incluidas en el municipio
- Arenas de José Ignacio
- Cañada de la Cruz
- Costas de José Ignacio
- Garzón
- José Ignacio
- La Juanita
- Laguna Garzón
- Molles de Garzón
- Puntas de José Ignacio

## Límites
Según el Decreto N.º 3862 del 11 de febrero de 2010 de la Junta Departamental de Maldonado, se estableció la siguiente jurisdicción territorial:

Artículo 6º.- Créase el Municipio de GARZÓN el que tendrá la siguiente jurisdicción territorial: -

Al Oeste: Arroyo y Laguna José Ignacio,

Al Norte: Camino Vecinal que va por Sierra de Garzón y Cuchilla de los Cerrillos,

Al Este: Arroyo Garzón,

Al Sur: Océano Atlántico.

## Distritos electorales
Según el Decreto N.º 3909 del 2 de diciembre de 2014 (decreto ampliatorio del 3862) de la Junta Departamental de Maldonado, se dispusieron las siguientes series electorales:
- DEA: Garzón
- DEC: Izcua Rural
- DEB: Garzón Arriba
- DEG: Faro de José Ignacio Rural

## Autoridades
La autoridad del municipio es el Concejo Municipal, compuesto por el Alcalde y cuatro Concejales.
| Nº | Alcalde                | Partido             | Inicio del mandato      | Fin del mandato         | Observaciones     | Concejales                                                                                   |
| -- | ---------------------- | ------------------- | ----------------------- | ----------------------- | ----------------- | -------------------------------------------------------------------------------------------- |
| 1  | Fernando Adrián Suárez | Partido Nacional PN | 9 de julio de 2010      | julio de 2015           | Alcalde elegido   |                                                                                              |
| 2  | Fernando Adrián Suárez | Partido Nacional PN | julio de 2015           | 26 de noviembre de 2020 | Alcalde reelegido | Pablo Suárez (PN) María del Valle Silvera (PN) Fredy González (PN) María José Rodríguez (PN) |
| 3  | Rosvel Nazareno Lazo   | Partido Nacional PN | 27 de noviembre de 2020 | 2025                    | Alcalde elegido   | Orestes Larrosa (PN) Javier Falco (PN) Diego Machado (PN) Dionisio Techera (PN)              |